# پاول مندلس‌زون بارتولدی
پاول مندلس‌زون بارتولدی (آلمانی: Paul Mendelssohn Bartholdy؛ ۱ ژانویه ۱۸۴۱ – ۱ ژانویه ۱۸۸۰) یک شیمی‌دان اهل آلمان بود.